# San Pelayo (Spagna)
San Pelayo è un comune spagnolo di 46 abitanti situato nella comunità autonoma di Castiglia e León.